# Hydrobiosis taumata
Hydrobiosis taumata är en nattsländeart som beskrevs av Ward 1997. Hydrobiosis taumata ingår i släktet Hydrobiosis och familjen Hydrobiosidae. Inga underarter finns listade i Catalogue of Life.